# فرصة ثانية (مسلسل عربي)
فرصة ثانية وهو مسلسل دراما اجتماعي عربي مشترك من إنتاج سنة 2014، وهو من إخراج معتز التوني، المسلسل يتكلم عن قضية الحنين للوطن الأصل. وهو من بطولة باميلا الكيك ووسيم مجيد وفراس السعيد، وقد تم عرض هذا المسلسل على قناة إم بي سي.

## القصة
تدور قصته حول «ياسمين» التي تجسدها الفنانة «باميلا ألكيك» التي كانت قد انسلخت عن لبنان منذ 12 سنة وتحلم بالرجوع إلى جذورها، هي ابنة الأرض أقل من متواضعة تشتاق إلى أمها، وإلى أخيها، التي تعبت من مواجهة مشاكلها بمفردها، وتواجه حب آخر مع رجل آخر.

## الأبطال
- وسيم مجيد
- باميلا الكيك بدور ياسمين.
- فراس سعيد
- وئام الدحماني
- هيدي كرم
- وسام صباغ
- رانيا شاهين
- مارينال سركيس
- خالد نجم
- إلسا زغيب
- فاديا عزام
- مؤمن نور
- جو طراد
- أليكو داود

## وصلات خارجية
- فرصة ثانية على قاعدة بيانات الأفلام العربية